# Ramana (Azerbaïdjan)
Ramana ou Ramani (en azéri : Ramana) est un village de la péninsule d'Absheron, dans le district de Sabuntchu de l'agglomération de Bakou, peuplé de plus de 11.500 personnes (2005).

## Fondation
Selon une version, le village a été fondé en 84-96 par des soldats romains qui y ont installé un camp militaire, et son nom signifie respectivement village romain. Ce point de vue, en particulier, était partagé par l'historienne azerbaïdjanaise Sarah Achurbeyli.
Non loin du village, sur un rocher, se dresse une forteresse du XIIIe siècle, haute de 15 mètres. L'épaisseur des murs de la forteresse est de 1,5 mètre ; au-dessus d'eux s'élève une tour rectangulaire (9 x 7,5 mètres).

## Mosquée
Le village possède également une mosquée construite en 1323. Abbasguly Bakikhanov note  en 1842 la présence à Ramana des vestiges du palais du khan des XVIe – XVIIe siècles. Selon les statistiques de 1893, 873 personnes vivaient dans le village, principalement des Tats.

## Période moderne

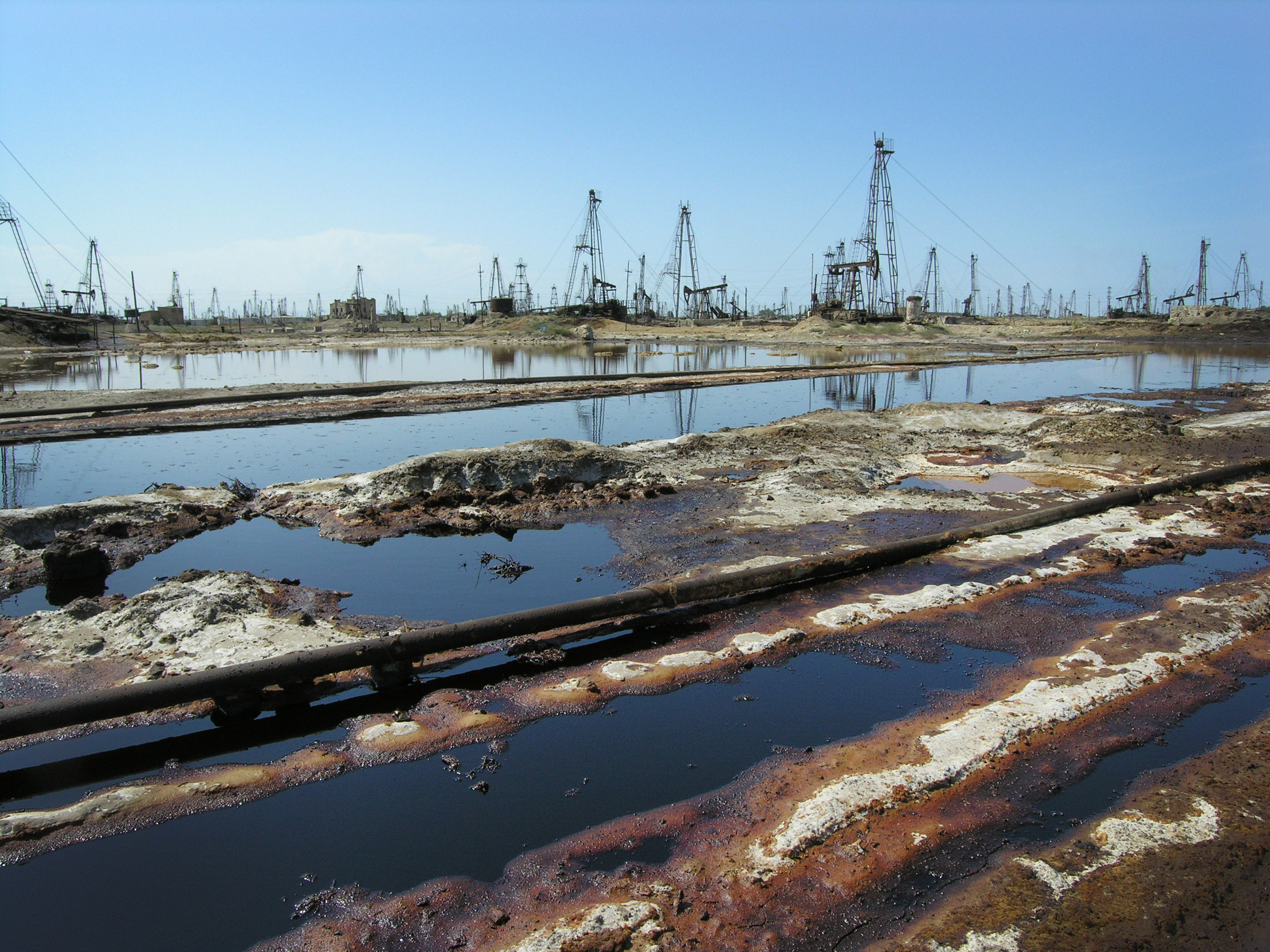
Champ pétrolifère de Ramana et oléoduc en 2012.

À l'époque soviétique, une usine de production d'iode fonctionnait dans le village. En mai 2007, un nouveau quartier a ouvert ses portes à Ramana pour héberger  plus de 50 familles et 400 autres personnes déplacées internes d'autres régions d'Azerbaïdjan. La zone de réinstallation comprend une nouvelle école pour 360 élèves et d'autres bâtiments administratifs ainsi qu'une école de musique.
Le réservoir alimentait en eau les champs pétrolifères de Zagulba, Zabrat et Balakhany. Dans le champ pétrolifère de Balakhany-Sabunchi-Ramana, une nouvelle technologie d'identification des couches minces de pétrole a été testée à l'origine. Une route relie Ramana à l'aéroport international Heydar Aliyev.